# Бизнес-карьера Джорджа Буша-младшего
До своего избрания президентом в 2000 году Джордж Буш-младший занимал другие должности, в том числе был руководителем нефтяной компании и владельцем бейсбольной команды «Техас Рейнджерс».

## Нефтяной бизнес
В 1977 г. Джордж Буш основал компанию по разведке нефти и газа Arbusto Energy, которую он финансировал за счет излишков своего образовательного трастового фонда и денег других инвесторов, включая Дороти Буш, Льюиса Лермана, Уильяма Генри Дрейпера III, Билла Гэммелла и других. Джеймс Р. Бат (представлял Салема бен Ладена, сводного брата и двоюродного брата Усамы бен Ладена). В 1984 г. Буш продал компанию, сильно пострадавшую из-за энергетического кризиса 1979 г., другой техасской фирме по разведке газа Spectrum 7. По условиям сделки он стал генеральным директором. Spectrum 7 потерял доход и был объединен с Harken Energy Corporation в 1986 г., а Буш стал директором Harken.

## Покупка «Техас Рейнджерс»
После работы над успешной президентской кампанией своего отца в октябре 1988 г. Буш узнал от другого выпускника Йельского университета и будущего владельца «Сент-Луис Кардиналс» Уильяма ДеВитта-младшего, что друг семьи Бушей и нефтяник Эдди Чайлз хотел продать бейсбольную команду MLB Техас Рейнджерс. Идея купить бейсбольную команду принадлежала Карлу Роуву, с которым Буш впервые познакомился, когда тот был одним из помощников его отца в начале 70-х. По его словам, занятие бейсболом «дает ему… . . . экспозицию и даёт ему что-то, что люди легко вспомнят». Сам Джордж Буш был поклонником бейсбола, его отец Джордж Буш-старший играл за команду университета, а дед Джордж Уолкер в свое время владел 6 % клуба «Нью-Йорк Метс».
В апреле 1989 г. Буш собрал группу инвесторов из близких друзей своего отца, в том числе брата по студенческому братству Роланда У. Беттса; группа купила 86 % акций «Рейнджерс» за 83 млн. долл. В ходе нескольких сделок Буш получил 2 % акций, вложив 606 302 долл., из которых 500 тыс. были кредитом банка, в совете директоров которого он сам пребывал. Сделка была закрыта 21 апреля 1989 г., Буш был назначен генеральным управляющим партнером «Рейнджерс». Буш становится публичным лицом команды, а второй генеральный партнер Расти Роуз берет на себя контроль над финансовой стороной. Он получает заявленную зарплату в размере 200 тыс. долларов и начинает лоббировать новый стадион для клуба под угрозой переезда команды.
В октябре 1990 г. мэр Арлингтона заключает сделку с командой о выделении на строительство нового стадиона 135 млн долл. В январе 1991 г. жители города в пропорции 2:1 одобряют выделение общественных средств на сумму 191 млн долл.
Буш уйдет с поста генерального директора «Рейнджерс» в декабре 1991 г., но сохранит свою долю собственности. В то время его доля составляет 1,8 % акционерного капитала плюс ещё 10 % бонуса, если команда позже будет продана и инвесторы вернут свои первоначальные инвестиции плюс проценты.
В своей успешной предвыборной кампании за пост губернатора штата Техас Джордж Буш активно апеллировал к своему бейсбольному опыту.
Когда в 1998 году франшиза «Рейнджерс» была продана за 250 млн. долл., а общая прибыль от сделки составила 170 млн., Буш получил 14,9 млн. долл. за свои инвестиции в размере 600 тыс. долл. За время пребывания Буша команда отметилась хорошей динамикой выступлений и высокой посещаемостью матчей.
В качестве управляющего генерального партнера «Рейнджерс» Буш помогал команде в отношениях со СМИ и строительстве нового стадиона. Многие в Арлингтоне протестовали против того, что стадион был оплачен из государственных средств, и когда право собственности на стадион было передано Организации техасских рейнджеров, это фактически позволило Бушу обналичить государственные средства. Роль в этом укрепила узнаваемость Джорджа Буша в Техасе.
В начале-середине 1990-х гг. перед своей губернаторской кампанией Буш ненадолго рассматривал кандидатуру на пост комиссара по бейсболу.

## Обвинения в инсайдерской торговле
Вопреки совету своего адвоката Буш погасил ссуду на покупку «Рейнджерс», продав акции Harken Energy на 848 тыс. Harken сообщил о значительных финансовых потерях в течение года после этой продажи, что вызвало обвинения в инсайдерской торговле. 27 марта 1992 г. Комиссия по ценным бумагам и биржам пришла к выводу, что у Буша был «ранее существовавший план» продажи, что он играл «относительно ограниченную роль в управлении Harken» и что она не нашла доказательств инсайдерской торговли.
Последующее расследование закончилось в 1992 году служебной запиской, в которой говорилось, что «очевидно, что Буш не занимался незаконной инсайдерской торговлей», но отмечалось, что служебная записка «никоим образом не должна толковаться как указание на то, что сторона была оправдана или что никакие действия не могут быть предприняты». Критики заявляли, что на это решение сильно повлиял состав комиссии, который в значительной степени поддерживал Буша. Председателем был друг семьи Бушей Ричард Бриден, который был назначен президентом Джорджем Бушем-старшим и работал юристом в фирме Джеймса Бейкера Baker Botts. Генеральным юрисконсультом был назначенный президентом Бушем Джеймс Доти, который в качестве юриста Baker Botts представлял Джорджа Буша-младшего во время покупки «Рейнджерс» (хотя Доти отказался от участия в расследовании).
В качестве президента Буш отказался разрешить Комиссии по ценным бумагам и биржам опубликовать полный отчет о расследовании дела Харкена.